# نجا متقاربة
نجا متقاربة (الاسم العلمي:Najas affinis) هي نوع من النباتات تتبع جنس النجا من فصيلة الحب المائية.